# Toyota Princess Cup 1998
Il Toyota Princess Cup 1998 è stato un torneo di tennis giocato sul cemento. È stata la 2ª edizione del torneo, che fa parte della categoria Tier II nell'ambito del WTA Tour 1998. Si è giocato al Ariake Coliseum di Tokyo in Giappone, dal 21 al 27 settembre 1998.

## Campionesse

### Singolare
Monica Seles ha battuto in finale  Arantxa Sánchez Vicario con il punteggio di 4–6, 6–3, 6–4

### Doppio
Anna Kurnikova /  Monica Seles hanno battuto in finale  Mary Joe Fernández /  Arantxa Sánchez Vicario con il punteggio di 6–4, 6–4